# Cnemaspis wynadensis
Espèce
Synonymes
- Gymnodactylus wynadensis Beddome, 1870

Statut de conservation UICN

 EN B1ab(iii) : En danger
Cnemaspis wynadensis est une espèce de geckos de la famille des Gekkonidae.

## Répartition
Cette espèce est  endémique du Kerala en Inde. Elle se rencontre dans les Wynaad Hills.

## Description
Cnemaspis wynadensis mesure jusqu'à 40,6 mm, queue non comprise. C'est une espèce terrestre diurne. Son corps est allongé, assez svelte d'apparence, avec une tête plutôt grosse et des yeux avec de larges pupilles rondes (caractéristique des geckos diurnes la plupart du temps). Ses écailles sont assez apparentes, surtout sur les pattes, les côtés du corps et la queue. Ses doigts sont relativement longs et terminés par de petites griffes. Sa face dorsale est beige à marron clair avec généralement de taches plus sombres. Ses flancs tirent sur le kaki.

## Étymologie
Son nom d'espèce, composé de wynad et du suffixe latin -ensis, « qui vit dans, qui habite », lui a été donné en référence au lieu de sa découverte.

## Publication originale
- Beddome, 1870 : Descriptions of some new lizards from the Madras Presidency. The Madras monthly journal of medical science, vol. 1, p. 30-35.